# عضو پژوهشی
عضو پژوهشی یا همکار پژوهشی محققان و متخصصانی هستند که معمولاً مدرکی بالاتر از فوق‌لیسانس دارند.